# Vullum Sø
Vullum Sø är en sjö på ön Vendsyssel-Thy. i Danmark. Den ligger i Region Nordjylland, i den nordvästra delen av landet. Vullum Sø ligger 2 meter över havet. Arean är 0,18 kvadratkilometer och den sträcker sig 0,6 kilometer i nord-sydlig riktning, och 0,8 kilometer i öst-västlig riktning. Vullum Sø ingår i Natura 2000 området Vullum Sø'".
Runt Vullum Sø förekommer träskmark, betesmarker och blandskog.